# 米德爾塞克斯 (北卡羅來納州)
米德爾塞克斯（英語：Middlesex）是一個位於美國北卡羅萊納州納什縣的城鎮。

## 人口
根據2020年美國人口普查的數據，米德爾塞克斯的面積為2.71平方千米，皆為陸地。當地共有人口912人，而人口密度為每平方千米337人。